# Portal Runner
Portal Runner est un jeu vidéo d'action-aventure développé et édité par The 3DO Company et Handheld Games, sorti en 2001 sur PlayStation 2,  Game Boy Color et Game Boy Advance. Il s'agit d'un jeu dérivé de l'univers Army Men.

## Accueil
- GameSpot : 6,7/10 (PS2)[1]